# Сара Макманн
Сара Макманн (англ. Sara McMann; нар. 24 вересня 1980, Такома-Парк, штат Меріленд) — американська борчиня вільного стилю та греплер, срібна та дворазова бронзова призерка чемпіонатів світу, срібна та бронзова призерка Панамериканських чемпіонатів, дворазова чемпіонка Панамериканських ігор, переможниця, срібна та бронзова призерка Кубків світу, срібна призерка Олімпійських ігор з вільної боротьби. Чемпіонка світу з греплінгу. 
Боротьбою займається з 1996 року. 

## Виступи на Олімпіадах
| Змагання                    | Збірна | Вагова категорія | Місце  |
| --------------------------- | ------ | ---------------- | ------ |
| Літні Олімпійські ігри 2004 | США    | 63 кг            | Срібло |

## Виступи на Чемпіонатах світу
| Змагання                         | Збірна | Вагова категорія | Місце  |
| -------------------------------- | ------ | ---------------- | ------ |
| Чемпіонат світу з боротьби 2000  | США    | 62 кг            | 9      |
| Чемпіонат світу з боротьби 2001  | США    | 62 кг            | 15     |
| Чемпіонат світу з боротьби 2002  | США    | 63 кг            | 13     |
| Чемпіонат світу з боротьби 2003  | США    | 63 кг            | Срібло |
| Чемпіонат світу з боротьби 2005  | США    | 63 кг            | Бронза |
| Чемпіонат світу з боротьби 2006  | США    | 63 кг            | 12     |
| Чемпіонат світу з боротьби 2007  | США    | 63 кг            | Бронза |
| Чемпіонат світу з греплінгу 2009 | США    | жінки, до 63 кг  | Золото |

## Виступи на Панамериканських чемпіонатах
| Змагання                                   | Збірна | Вагова категорія | Місце  |
| ------------------------------------------ | ------ | ---------------- | ------ |
| Панамериканський чемпіонат з боротьби 2000 | США    | 62 кг            | Срібло |
| Панамериканський чемпіонат з боротьби 2001 | США    | 62 кг            | Бронза |

## Виступи на Панамериканських іграх
| Змагання                  | Збірна | Вагова категорія | Місце  |
| ------------------------- | ------ | ---------------- | ------ |
| Панамериканські ігри 2003 | США    | 63 кг            | Золото |
| Панамериканські ігри 2007 | США    | 63 кг            | Золото |

## Виступи на Кубках світу
| Змагання                    | Збірна | Вагова категорія | Місце  |
| --------------------------- | ------ | ---------------- | ------ |
| Кубок світу з боротьби 2003 | США    | 63 кг            | Срібло |
| Кубок світу з боротьби 2006 | США    | 63 кг            | Бронза |
| Кубок світу з боротьби 2007 | США    | 59 кг            | Золото |

## Виступи на інших змаганнях
| Змагання                                            | Збірна | Вагова категорія | Місце  |
| --------------------------------------------------- | ------ | ---------------- | ------ |
| Міжнародний меморіал Дейва Шульца 2000              | США    | 62 кг            | Золото |
| Відкритий жіночий чемпіонат Австрії з боротьби 2000 | США    | 62 кг            | 4      |
| Міжнародний меморіал Дейва Шульца 2001              | США    | 62 кг            | Золото |
| Klippan Lady Open 2002                              | США    | 63 кг            | Золото |
| Міжнародний меморіал Дейва Шульца 2003              | США    | 63 кг            | Золото |
| Klippan Lady Open 2003                              | США    | 63 кг            | Золото |
| Тестовий турнір FILA 2004                           | США    | 63 кг            | Золото |
| Відкритий чемпіонат Манітоби з боротьби 2004        | США    | 63 кг            | Золото |
| Міжнародний меморіал Дейва Шульца 2004              | США    | 63 кг            | Бронза |
| Міжнародний меморіал Дейва Шульца 2007              | США    | 63 кг            | Срібло |
| Klippan Lady Open 2007                              | США    | 63 кг            | Золото |